# Петропавлівська церква (Максаки)
Петропавлівська церква — православний храм та пам'ятка архітектури місцевого значення у Максаках.

## Історія
Рішенням виконкому Чернігівської обласної ради народних депутатів від 26.06.1989 № 130 надано статус «пам'ятник архітектури місцевого значення» з охоронним № 61-Чг під назвою «Петропавлівська церква». Встановлено інформаційну дошку.

## Опис
Петропавлівська церква була побудована в Максаках наприкінці XVIII століття артіллю майстрів-кріпаків Максаківського Спасо-Преображенського монастиря. Освячена 1790 року.
Кам'яна церква на кшталт тетраконха (її різновиди) — центричний храм із чотирипелюстковим планом: до квадратного внутрішнього підкупольного приміщення примикають три (замість чотирьох) екседри (виступи напівциркульні в плані). Неодноразово перебудовувалась. 1816 року на центральному четверику був надбудований дерев'яний восьмерик з шатровим склепінням. У 1866 році за проєктом архітектора Бурневського було зроблено чотирисхилий шатровий дах з глухим ліхтариком і головкою, а із заходу — прибудовано триярусну дзвіницю — четверик, що несе четверик на четверик, увінчаний шпилем.
Церква частково розібрана у 1930-ті роки: верхні два яруси церковної дзвіниці та ліхтар з куполом були зруйновані. Будівлю пристосували під сільський клуб. Щоб приховати фрески під куполом, з дощок зробили стелю та намалювали на ній зірку. 
З 1970-х років церква-клуб не використовувалася і поступово руйнувалася. 
У 1990-х роках громада села відбудувала храм. В інтер'єрі на дерев'яному склепінні зберігся розпис 1870-х років. Внаслідок руйнувань і перебудов храм значною мірою втратив свій первинний вигляд.